# The Blue Flowers and The Ceramic Forest
The Blue Flowers and The Ceramic Forest (青の花 器の森, Ao no Hana Utsuwa no Mori) est un manga de Yuki Kodama. Il a été prépublié entre 2018 et 2022 dans le magazine Monthly Flowers de l'éditeur Shōgakukan, puis a été compilé en un total de dix volumes.

## Synopsis
A Hasami, Aoko peintre sur céramique, rencontre Tatsuki, lui-aussi céramiste. Ce dernier revient au Japon après avoir travaillé en Europe. Tous deux ne partagent pas la même vision de la poterie céramique, mais à force de se côtoyer et de travailler ensemble, les deux artisans vont se rapprocher.

## Manga
Le Manga a été classé 15e par les lectrices dans le classement du magazine Kono Manga ga sugoi! en 2021.
La version française est en cours d'édition par Mangetsu depuis 2024. Le manga est traduit en français par Mathilde Vaillant.

### Liste des volumes
Dans le volume 10 de l'édition japonaise, des histoires courtes de Yuki Kodama sont également présentes : Ano Ko no Kuchibeni (あの子の口紅)  and Byakuya (白夜). Ano Ko no Kuchibeni met en scène des personnages présents dans le manga d'origine.
| no | Japonais          | Japonais        | Français        | Français          |
| no | Date de sortie    | ISBN            | Date de sortie  | ISBN              |
| -- | ----------------- | --------------- | --------------- | ----------------- |
| 1  | 10 septembre 2018 | 978-4-098702039 | 14 février 2024 | 978-2-382814918   |
| 2  | 8 mars 2019       | 978-4-098704088 | 14 février 2024 | 978-2382814093    |
| 3  | 9 août 2019       | 978-4098705412  | 10 avril 2024   | 978-2-38281-609-7 |
| 4  | 10 janvier 2020   | 978-4098708574  | 5 juin 2024     | 978-2-38281-223-5 |
| 5  | 10 juillet 2020   | 978-4098711000  | 21 août 2024    | 978-2-38281-499-4 |
| 6  | 10 décembre 2020  | 978-4098711864  | 23 octobre 2024 | 978-2-38281-956-2 |
| 7  | 10 mai 2021       | 9784098712939   | 19 février 2025 | 978-2-38281-309-6 |
| 8  | 10 septembre 2021 | 978-4098714018  | à paraître      |                   |
| 9  | 10 mars 2022      | 978-4098715640  | à paraitre      |                   |
| 10 | 10 août 2022      | 978-4098717132  | à paraître      |                   |